# A República dos Anjos
A República dos Anjos é um filme brasileiro de 1991 escrito e dirigido por Carlos del Pino.
Recebeu uma indicação do troféu Kikito de melhor filme no Festival de Gramado de 1991.

## Sinopse
O roteiro conta a história da líder messiânica Santa Dica, que nas décadas de 1920 e 1930, segundo o mito, morreu e ressuscitou aos 13 anos.

## Elenco
- Tânia Alves
- Tito Amejeiras
- João Antônio
- Maury Castro
- Marilena Chiarelli
- Roberto Correia
- B. de Paiva
- Raimundo Fagner
- Valéria Frascino
- Ednei Giovenazzi
- Elisa Gomes
- Gê Martu
- Denise Milfont
- Dimer Monteiro
- Mallú Moraes
- Carmem Moretzsohn
- Gilson Moura
- Marcelo Picchi
- Guilherme Reis
- Venerando Ribeiro